# فردریک ابس
فردریک ابس باستان‌شناس فرانسوی است، مطالعات پسا دکتری او در زمینه صنعت سنگ در خاور نزدیک و مدیترانه است. او در مکان‌های باستانی مهمی مانند تل اسود و ال کوم کاوش کرده‌است.

## سمت‌ها
- مهندس پژوهش در مرکز ملی پژوهش‌های علمی فرانسه.[۳]
- ۲۰۱۰- عهده‌دار تصدی مسئولیت وزارت امور خارجه فرانسه در مأموریت دائمی الکوم - موریبت (سوریه).
- عضو شورای آزمایشگاه باستان‌شناسی کرسی شرق مدیترانه، لیون.[۴]
- مدیر عملیات پروژه بلعه به نام «سکونت در محیط خشک در دوران نوسنگی» (سوریه).

## پروژه‌های جاری
- بررسی محوطه نوسنگی قدیر در نزدیکی الکوم سوریه.
- مطالعات صنایع سنگی در الجرف الأحمر.
- مطالعات صنایع سنگی در تل اسود.
- مطالعات محوطه نوسنگی کوواچوو، بلغارستان.

## کار میدانی
- کاوش در قدیر (سوریه)
- بررسی و کاوش‌های اولیه در بلعه و مناطق کوهستانی پالمیرا.
- دستیار اجرایی دانیل استوردر در تل اسود. کار میدانی در حال حاضر در تل اسود به دلیل کاهش بودجه و وضعیت سیاسی فعلی متوقف شده‌است. فردریک در حال حاضر در حال مطالعه برای انتشار آخرین اکتشافات این سایت است، جایی که گندم اهلی دودانه برای اولین بار در حدود ۸۸۰۰ قبل از میلاد از یک محوطهٔ میان‌کوهی هنوز کاوش نشده در کوه‌های شرق لبنان، که باعث شکوفایی فرهنگ بشری در این حوزه در انقلاب نوسنگی بدون سفال ب شد.

## کتابشناسی برگزیده
- Abbes, Frederic. , "Méthodes d’approche de la variabilité du débitage laminaire. Application à des armatures

perçantes de Cheikh Hassan (Syrie, VIIIème millénaire B.C.)", Cahiers de l’Euphrate 7, p. 119-150, 1993.
- Abbes, Frederic. , "Techniques de débitage et gestion du silex sur le Moyen Euphrate (Syrie) au PPNA final et au PPNB ancien", in H. G. Gebel et S.K. Kozlowski (éds), Neolithic Chipped Stone Industries of the Fertile Crescent, Proceedings of the First Workshop on PPN Lithic Industries, Berlin 1993, Studies in Early Near-Eastern Production, Subsistence and Environment 1, Berlin, ex. oriente, p. 299-312, 1994.
- Abbes, Frederic. , "Réflexions concernant les nucléus bipolaires et naviformes du Proche-Orient Néolithique", Cahiers de l’Euphrate 8, p. 139-150, 1998.
- Abbes, Frederic. , N. BALKAN-ALTI, D. Binder, M. -C. Cauvin,. " Étude technologique préliminaire de l’industrie lithique d’Asikli Höyük", Tüba-Ar II, p. 117-137, 1999.
- Abbes, Frederic. , M. -C. Cauvin, B. GRATUZE, BELLOT-GURLET L. , C. Bressy and POUPEAU G. , "Nouvelles recherches sur l’obsidienne de Cheikh Hassan (Vallée de l’Euphrate, Syrie) au Néolithique: PPNA et PPNB ancien", Syria 78, p. 5-17, 2001
- Abbes, Frederic. , DERAPRAHAMIAN G. , "Pression et Percussion: Identification des stigmates sur des nucléus naviformes (Syrie)", in L. Bourguignon et I. Ortega (éds), Préhistoire et approche expérimentale, Editions M. Mergoal, (Série Préhistoire 5), Montagnac, p. 195-205, 2002.
- Abbes, Frederic. , Étude des industries lithiques du néolithique précéramique de Syrie du Xème au VIIIème millénaire B.P. , BAR-Tempus reparatum, Maison de l’Orient, 2002.
- Stordeur D. , Abbes, Frederic. , "Du PPNA au PPNB: mise en lumière d’une phase de transition à Jerf el Ahmar (Syrie)", Bulletin de la Société Préhistorique Française, 99/3, p 563-595, 2002.